# Тенненбірґе
Гори Теннен      (нім. Tennengebirge) — невеликий, але міцний гірський масив у Північних вапнякових Альпах, який на всю довжину лежить перед Східними Альпами. Це дуже сильно карстифіковане високе плато, близько 60 км² площею, з багатьма печерами. Більшість території розташована в Австрії в районі Зальцбурга поблизу Бішофсхофен. 
Близько 37 квадратних кілометрів плоскогір’я Теннен вище відмітки в 2000 метрів, і та частина хребта в штаті Зальцбург була перетворена в природний заповідник у 1982 році.

## Основний і сусідній хребти
Діапазону Теннена формується: 
- на заході горами Хаген — частина Альп Берхтесгаден, розділені річкою Зальцах. Тут, на північному кінці Луезького переходу, розташована найвужча точка ущелини Зальцахофен через Вапнякові Альпи.
- на півночі та північному сході річкою Ламмер аж до потоку Русбах, який спускається від перевали Ґшютт. Поза Ламмером розташована група Остерхорн (гори Зальцкаммергут)
- на сході долиною Ламмер аж до Лунгоца, що відокремлює його від гір Дахштайн.
- на півдні межує з частиною Зальцбургських Шиферних Альп праворуч від Зальцаха (Хохгрюндек, Розбранд) по лінії Карбач до Сен-Мартен - Фріцбах — Зальцах до Бішофсхофен.

### Долинні поселення
- Верфен
- Pfarrwerfen
- Верфенвенг
- Sankt Martin am Tennengebirge
- Аннаберг-Лунцоц
- Абтенау
- Scheffau am Tennengebirge
- Голлінг

## Частини

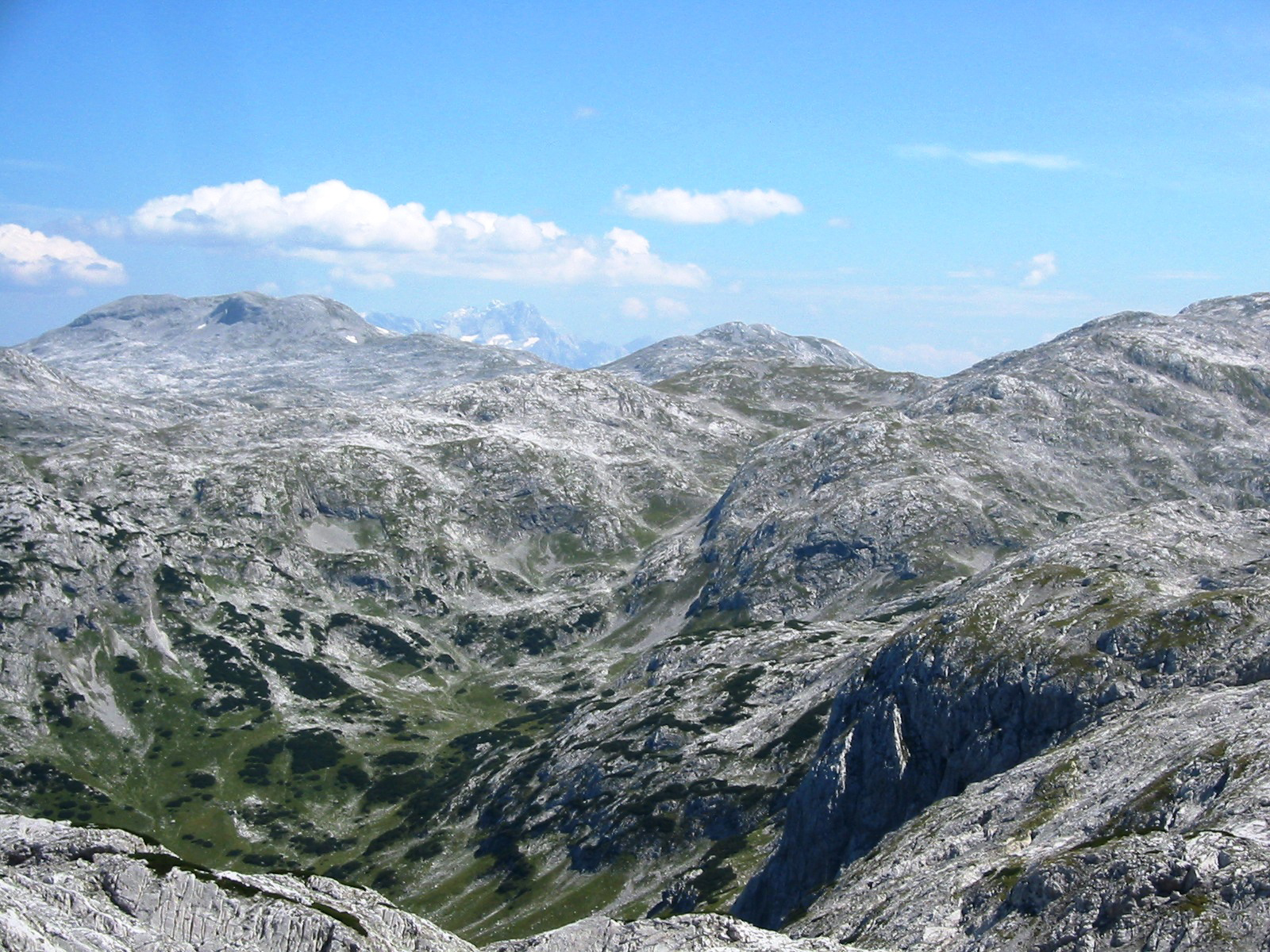
Вид на карстову місцевість гір Теннен, що дивляться на південний схід. На задньому плані: Хохер Дахштайн

Найвищі гори в Теннені — Раучек (2,430 м над рівнем моря (AA)) на заході і Bleikogel 2,412 м над рівнем моря (АА) на сході. Усі найвищі точки розташовані на південному краю плато, яке нахилене на північ. Найважливіші вершини: 
- Raucheck (2,430 m)
- Lehnender Stein (2,402 m)
- Pfaffenleitnkopf (2,370 m)
- Werfener Hochthron (2,363 m)
- Fritzerkogel (2,360 m)
- Streitmandl (2,360 m)
- Schubbühel (2,334 m)
- Tiroler Kogel (2,324 m)
- Eiskogel (2,321 m)
- Brietkogel (2,316 m)
- Wieselstein (2,300 m)
- Scheiblingkogel (2,290 m)
- Hochkogel (2,283 m)
- Fieberhorn (2,278 m)
- Tauernkogel (2,247 m)
- Knallstein (2,234 m)
- Hochkarfelderkopf (2,219 m)
- Breitstein (2,161 m)
- Tagweide (2,128 m)
- Edelweißkogel (2,030 m)

## Геологія

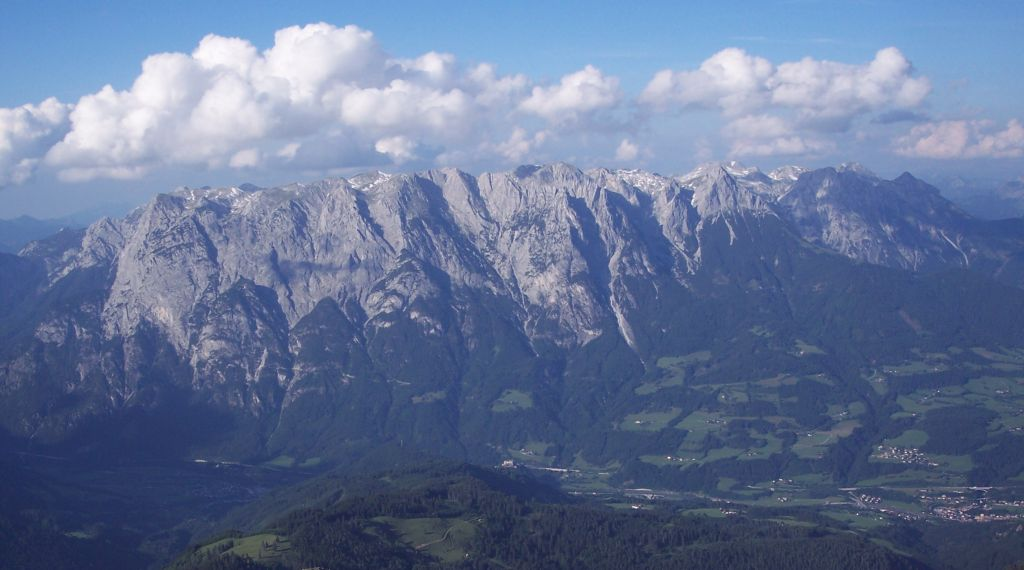
Гори Теннен з південного заходу, праворуч пагорбна зона зони Верфен-Сен-Мартен Шуппен

Теннен — сильно карстифікований масив, що складається в основному з вапняку Дакштайн, що лежить на фундаменті доломіту Рамзау. 
Його південні передгір'я, уздовж лінії Lungötz-Werfenweng — Верфно, належить до черепітчатої зони (Schuppenzone). Ця зона, утворена Верфеновим утворенням із нижнього тріасового та середнього тріадних доломітів (анізійських, ладініанських), називається зоною Верфен-Сен-Мартен Шуппен. 

### Печери
У горах Теннен є численні печери. 
- Найвідомішою є Eisriesenwelt близька до Werfen, що становить близько 42 км в довжину і є найбільшою крижаною печерою в світі. Її льодова секція відкрита для публіки як показова печера.
- Найвідомішими печерами біля рівня долини є печера Бруннекера на перевалі Луег, печера Переможець біля Обершеффау та печера Трикль поблизу Абтенау. Це активні водяні печери, які можуть затопитися під час танення снігу або інших періодів високого рівня води.
- Іншою важливою печерною системою є печера Платтенеккейз-Печера Бергер — Бірлох на північному заході гірського блоку. Ця система простягається до печери Бруннекера, опускаючись на висоту понад 1000метрів.
- Інші важливі печери - Schneeloch на Kuchelbergalm
- та печера Ейскогель, яка перетинає однойменну гору на південному краю Теннену

Гори Теннен — бажаний дослідницький регіон для Державної асоціації досліджень печер у Зальцбурзі, яка збирає та публікує результати своїх досліджень. Постійно знаходять нові печери, але навіть старі, відомі печери іноді розкривають нові таємниці. 
Знання печер та маршрутів, якими проходить вода, є важливими, особливо з точки зору майбутнього водопостачання населення та охорони водних ресурсів. 

## Прогулянки та альпінізм
Високогірне плато Теннен має численні стежки для альпійських туристів. Однак пішохід повинен знати про брак води в карстовій місцевості та небезпеку загубитися в тумані. Альпійський досвід та хороший рівень фізичної підготовки є основними умовами, хоча є багато гірських хат. Опади на краю плато пропонують альпіністу широкий спектр варіантів сходження.  Взимку існують різні гірськолижні туристські маршрути, які в основному перетинають плато, але в деяких місцях також є екстремальні гірськолижні траси. 

### Хати
- Anton Proksch House (1,590 m)
- Dr. Friedrich Oedl House (1,575 m)
- Dr. Heinrich Hackel Hut (1,530 m)
- Edelweißer Hut (2,350 m)
- Elmaualm (1,520 m)
- Freilassing Hut (1,550 m)
- Gsengalm Hut (1,450 m)
- Gwechenberg Hut (1,365 m)
- Laufen Hut (1,725 m)
- Leopold Happisch House (1,925 m)
- Mahdegg Alm (1,200 m)
- Rossberghütte (1,000 m)
- Stefan Schatzl Hut (1,340 m)
- Werfen Hut (1,970 m)

### Доріжки на великі відстані
Європейська міжміська стежка E4/Північно-Альпійський шлях   01/Via Alpina (етап фіолетового тракту) A34/35) проходить через південний Теннен, від Лунгьоца до Верфена через хату доктора Генріха Хакеля. 
Крім того, Зальцбургський шлях Арно пролягає на захід від групи (Розділ 6 Калберге Ост, Етап 52 Хати Аннаберг Лауфер і 53 до Абтенау). 